# Behind the Front
Behind the Front è il primo album in studio del gruppo musicale statunitense Black Eyed Peas, pubblicato nel 1998 dalla Interscope Records.

## Tracce
1. Fallin' Up – 5:10 (William Adams, Allan Pineda, Jaime Gomez, Kevin Feyen, Brian Lapin) – contiene la traccia nascosta Skit 1
2. Clap Your Hands – 5:00 (William Adams, Allan Pineda, Jaime Gomez, Z. Modeliste, A. Neville, L. Nocentelli, G. Porter)
3. Joints & Jam – 3:35 (William Adams, Allan Pineda, Jaime Gomez, Paul Poli, G. Phillinganes, B. Gibb, T. Smith)
4. The Way U Make Me Feel – 4:20 (William Adams, Kim Hill, Carlos Guacio)
5. Movement – 4:40 (William Adams, Allan Pineda, Jaime Gomez, Kevin Feyen, Brian Lapin, Terrence Yoshiaka, Mike Fratantuno) – contiene la traccia nascosta Skit 2
6. Karma – 4:30 (William Adams, Allan Pineda, Kevin Feyen, Debbie Harry, N. Harrison)
7. Be Free – 4:05 (William Adams, Allan Pineda, T. Stahl, J. Goldberg)
8. Say Goodbye – 4:00 (William Adams, Allan Pineda, Jaime Gomez, Kevin Feyen, Brian Lapin, M. Oliver)
9. Duet – 4:20 (William Adams, Allan Pineda, Kevin Feyen, Brian Lapin, S.K. Gordy)
10. Communication – 5:40 (William Adams, Allan Pineda, Kevin Feyen, Terrence Yoshiaka, Mike Fratantuno) – contiene la traccia nascosta Skit 3
11. What It Is – 4:45 (William Adams, Allan Pineda, Kevin Feyen, T. Browne, T. Smith)
12. ¿Que dices? – 4:00 (William Adams, Allan Pineda, Jaime Gomez, Kevin Feyen, Brian Lapin)
13. A8 – 3:50 (William Adams, Allan Pineda, Jaime Gomez, Kevin Feyen, Mike Fratantuno)
14. Love Won't Wait – 3:35 (William Adams, Allan Pineda, Macy Gray, Kevin Feyen, Brian Lapin)
15. Head Bobs – 4:15 (William Adams, Allan Pineda, Kevin Feyen, Brian Lapin)
16. Positivity – 8:05 (William Adams, Allan Pineda, Jaime Gomez, Kevin Feyen, Mike Fratantuno, Brian Lapin) – contiene un outro nascosto

## Formazione
Gruppo
- will.i.am – voce, Rhodes, organo Hammond B3 e moog (tracce 2, 8, 10, 13 e 16), marimba (traccia 9), theremin (traccia 12)
- apl.de.ap – voce
- Taboo – voce

Altri musicisti
- Sierra Swan – voce (traccia 1)
- Planet Swan – voce (traccia 1)
- Kevin Feyen – chitarra (tracce 1, 5, 6, 8-16)
- Mike Fratantuno – basso (tracce 1, 2, 3, 5, 8, 10, 11, 13 e 16), chitarra (traccia 13)
- Brian Lapin – Rhodes, organo Hammond B3 e moog (tracce 1, 5, 9, 11, 12, 15 e 16), basso (traccia 9)
- Terence Yoshiaka – percussioni (tracce 1 e 6), batteria (traccia 5)
- Dawn Beckman – voce (tracce 2 e 8)
- Ingrid Dupree – voce (traccia 3)
- Paul Poli – scratch (tracce 3 e 7)
- Motive8 – scratch (tracce 3 e 8)
- Kim Hill – voce (tracce 4, 7 e 11)
- J. Curtis – chitarra (traccia 4)
- Carlos Guaico – Rhodes e basso (traccia 4)
- Miles Tackett – violoncello (traccia 5)
- Einstein Brown – voce (traccia 6)
- Ramy Antoun – conga (traccia 6)
- Red Foo – voce (traccia 9)
- Macy Gray – voce (traccia 14)
- Miles Tackett – basso (traccia 14)
- Tommy O. – flauto (traccia 14)
- Matt Nabours – violino (traccia 14)
- Peter Kim – basso (traccia 15)
- Darell Cross – batteria (traccia 15)
- DJ Drez – scratch (traccia 15)

Produzione
- will.i.am – produzione (eccetto tracce 3, 4 e 15), missaggio (tracce 1, 10 e 12), coproduzione (tracce 3, 4 e 15)
- Brian Lapin – ingegneria del suono, missaggio (tracce 1, 10 e 12), coproduzione (traccia 9), produzione (traccia 15)
- Lou Michaels – ingegneria del suono
- David Haines – ingegneria del suono
- Eddy Schreyer – mastering
- Tim Latham – missaggio (tracce 2-9, 11, 13-16)
- Paul Poli – produzione (traccia 3)
- C-Los – produzione (traccia 4)
- Dave Pensado – missaggio (traccia 14)